# Lista de prêmios e indicações recebidos por Thalía
Thalía é uma cantora, atriz e empresária mexicana que estreou como solista musical em 1990. É consagrada como um das maiores artistas da América Latina, EUA   e Europa. Também ganhou prêmios como cantora, atriz, empresária e por trabalhos filantrópicos.
Ao longo de sua carreira, ganhou diversos prêmios nacionais e internacionais como atriz, cantora, empresária e por sua filantropia, com um total de 145 troféus e 132 nomeações.

## Alfa Music Awards
Alfa Music Awards, é um troféu virtual, que é entregue anualmente para o melhor da música e da televisão.
Thalia ganhou 15 prêmios alpha.
| Ano  | Categoria                   | Nomeação                    | Resultado |
| ---- | --------------------------- | --------------------------- | --------- |
| 2011 | Álbum feminino pop do ano   | Primera fila                | Venceu    |
| 2011 | Celebridad del año          | Celebridad del año          | Venceu    |
| 2009 | Celebridad del año          | Celebridad del año          | Venceu    |
| 2009 | Canción pop del año         | Ten paciencia               | Venceu    |
| 2007 | Celebridad del año          | Celebridad del año          | Venceu    |
| 2007 | Cantora pop feminina do ano | Cantora pop feminina do ano | Venceu    |
| 2007 | Canción pop del año         | No, no, no                  | Venceu    |
| 2007 | Álbum pop feminino do ano   | El sexto sentido Realoaded  | Venceu    |
| 2006 | Premio de la Sociedad       | Premio de la Sociedad       | Venceu    |
| 2006 | Celebridad del año          | Celebridad del año          | Venceu    |
| 2006 | Cantora pop feminina do ano | Cantora pop feminina do ano | Venceu    |
| 2006 | Video musical pop del año   | Seducción                   | Venceu    |
| 2006 | Canción pop del año         | Seducción                   | Venceu    |
| 2006 | Álbum pop feminino do ano   | El sexto sentido            | Venceu    |

## Arabian Music Awards
Os Arabian Music Awards reconhecem o melhor da música árabe. O objetivo da premiação foi celebrar a excelência criativa na indústria da música árabe, que nos últimos anos conquistou a imaginação da indústria global. A premiação também busca apoiar os direitos de propriedade intelectual dos artistas da Música árabe.
Thalia, foi indicado na categoria Melhor artista internacional em 2004, mas não venceu..
| Año  | Categoría                    | Resultado |
| ---- | ---------------------------- | --------- |
| 2004 | Melhor artista internacional | Indicado  |

## ASCAP
Abreviatura da American Society of Composers, Authors and Publishers, uma organização americana sem fins lucrativos, que protege os direitos autorais musicais de seus membros, monitorando apresentações públicas de suas músicas através de emissoras ou apresentações.
A canção Equivocada interpretado por Thalía, venceu na categoria de composição do ano, Thalía não ganhou o prêmio porque ela não fazia parte da composição dessa música; eles só reconheceram os compositores desta, María Bernal e Mario Domm.
| Ano  | Categoria         | Nomeação   | Resultado |
| ---- | ----------------- | ---------- | --------- |
| 2011 | Composição do ano | Equivocada | Venceu    |

## Grammy Latino
| Ano  | Nomeação                    | Categoria                   | Resultado |
| ---- | --------------------------- | --------------------------- | --------- |
| 2014 | Viva Kids Vol. 1            | Best Children's Album       | Indicado  |
| 2010 | Primera fila                | Best Long Form Music Video  | Indicado  |
| 2006 | El Sexto Sentido: Re+Loaded | Best Female Pop Vocal Album | Indicado  |
| 2003 | Thalía                      | Best Female Pop Vocal Album | Indicado  |
| 2002 | Con Banda Grandes Exitos    | Best Banda Album            | Indicado  |
| 2001 | Arrasando                   | Best Female Pop Vocal Album | Indicado  |

## Billboard Latin Music Awards
| Ano  | Nomeação                                         | Categoria                              | Resultado |
| ---- | ------------------------------------------------ | -------------------------------------- | --------- |
| 2015 | Top Latin Albums, Artist of the year, Female     | Ela mesma                              | Indicado  |
| 2014 | Hot Latin Songs, Artist Of The Year, Female      | Ela mesma                              | Venceu    |
| 2014 | Hot Latin Song of the year, Vocal Duet           | Te perdiste mi amor part.Prince Royce  | Indicado  |
| 2011 | Hot Latin Songs, Artist of the year, Female      | Ela mesma                              | Indicado  |
| 2011 | Top Latin Albums, Artist of The year, Female     | Ela mesma                              | Indicado  |
| 2007 | Latin Dance Club Play Track of The Year          | Un Alma Sentenciada (hex Hector Remix) | Indicado  |
| 2006 | Best Female Pop Vocal Album                      | El Sexto Sentido                       | Indicado  |
| 2004 | Hot Latin Track of the year, Vocal Duet          | Me Pones Sexy part.Fat Joe             | Indicado  |
| 2004 | Latin Dance Single of The Year                   | Baby I'm In Love (Remix)               | Indicado  |
| 2004 | Latin Dance Single of The Year                   | I Want You part.Fat Joe                | Indicado  |
| 2004 | Latin Pop Airplay Track of The Year, Female      | A Quién le Importa?                    | Indicado  |
| 2003 | Latin Pop Album of The Year, Female              | Thalía (Álbum de 2002)                 | Venceu    |
| 2003 | Latin Pop Airplay Track of The Year, Female      | No me enseñaste                        | Indicado  |
| 2003 | Tropical/Salsa Airplay Track of The Year, Female | No Me Enseñaste (Tropical Version)     | Indicado  |
| 2003 | Premio de La Audiencia                           | Herself                                | Venceu    |
| 2002 | Artista del Pueblo                               | Ela mesma                              | Venceu    |
| 2001 | Trayectoria Artistica                            | Ela mesma                              | Venceu    |

## BMI Music Awards
A Broadcast Music, Inc. (BMI) é uma das três organizações de direitos autorais dos Estados Unidos, juntamente com a ASCAP e a SESAC. Ele coleta taxas de licenciamento em nome de compositores e editores de música e os distribui como royalties para os membros cujos trabalhos foram executados.
| Ano  | Nomeação             | Categoria                       | Resultado |
| ---- | -------------------- | ------------------------------- | --------- |
| 1999 | "Amor a la Mexicana" | BMI Latin Award - Winning Songs | Venceu    |
| 2003 | "Arrasando"          | BMI Latin Award - Song List     | Venceu    |
| 2003 | "Tú y yo"            | BMI Latin Award - Song List     | Venceu    |
| 2004 | "No me enseñaste"    | BMI Latin Award - Song List     | Venceu    |
| 2005 | "Cerca de Ti"        | BMI Latin Award - Song List     | Venceu    |

## Cosmopolitan
| Ano  | Categoria         | Resultado |
| ---- | ----------------- | --------- |
| 2014 | Mujer Latina 2014 | Venceu    |

## Estrella De Plata
| Ano  | Categoria        | Resultado |
| ---- | ---------------- | --------- |
| 1992 | Cantante del año | Venceu    |

## E! Entertainment Television
| Año  | Categoría          | Resultado |
| ---- | ------------------ | --------- |
| 1998 | Celebridad del año | Venceu    |

## Galardón A Los Grandes
| Ano  | Categoria                        | Resultado |
| ---- | -------------------------------- | --------- |
| 2010 | Artista Femenina Pop del momento | Indicado  |
| 1997 | Cantante del año                 | Venceu    |
| 1993 | Cantante del año                 | Venceu    |
| 1992 | Cantante del año                 | Venceu    |
| 1988 | Cantante del año                 | Venceu    |

## HTV
Prêmio atribuído pelo canal Hispanic Tv, Estes prêmios são um reconhecimento aos artistas que fazem a diferença no panorama da música latina.
Thalia, foi indicado em duas edições para este prêmio.
| Ano  | Categoria                   | Resultado |
| ---- | --------------------------- | --------- |
| 2008 | Artista más popular del año | Indicado  |
| 2005 | Video más popular del año   | Indicado  |

## International Dance Music Awards
O International Dance Music Awards foi criado em 1985. É parte da Winter Music Conference, um evento de música eletrônica que dura uma semana e acontece anualmente.
Thalía ganhou em 2003 um "International Dance Music Awards" na categoria "Mejor canción dance latina", a canção "Mejor canción dance latina", a canção Dance, Dance (The Mexican). Em 2004 foi indicada com a canção ¿A quién le importa?.
| Ano  | Categoria                  | Nomeação                                      | Resultado |
| ---- | -------------------------- | --------------------------------------------- | --------- |
| 2004 | Mejor canción dance latina | ¿A quién le importa?                          | Venceu    |
| 2003 | Mejor canción dance latina | Dance, Dance (The Mexican) (com Marc Anthony) | Venceu    |

## IRAWMA (International Reggae & World Music Awards)
Thalia, foi indicada para Melhor Artista Latina.
| Ano  | Categoria            | Resultado |
| ---- | -------------------- | --------- |
| 2010 | Mejor artista Latino | Nominada  |

## La jefa
| Ano  | Categoria                | Resultado |
| ---- | ------------------------ | --------- |
| 1998 | Solista Femenina del año | Indicado  |

## Latin Music Fan Award
| ! Ano | Categoria                            | Nomeação                             | Resultado |
| ----- | ------------------------------------ | ------------------------------------ | --------- |
| 2004  | Solista o Grupo pop femenino del año | Solista o Grupo pop femenino del año | Indicado  |
| 2004  | Video musical del año                | Cerca de Ti                          | Indicado  |
| 2003  | Solista o Grupo Pop Del Ano Femenino | Thalía                               | Venceu    |

## Monitor Latino
| Ano  | Categoria                        | Nomeação   | Resultado |
| ---- | -------------------------------- | ---------- | --------- |
| 2010 | Canción del año género Pop       | Equivocada | Indicado  |
| 2010 | Canción Solista Femenina del año | Equivocada | Indicado  |
| 2010 | Solista Femenina del año         | Thalía     | Indicado  |
| 2010 | Artista del año                  | Thalía     | Indicado  |

## MTV

### Los Premios MTV Latinoamérica
O Los Premios MTV Latinoamérica ou VMALA é a versão latino-americana do Video Music Awards.
Thalia, foi indicada em 2002, na primeira edição, na categoria "Artista Feminina", só conseguindo a indicação, perdendo para a cantora colombiana Shakira.
| Ano  | Categoria                | Nomeação | Resultado |
| ---- | ------------------------ | -------- | --------- |
| 2002 | Artista Femenina del año | Thalía   | Indicado  |
| 2003 | Artista Pop del año      | Thalía   | Indicado  |

### MTV Video Music Awards Japan
O MTV Video Music Awards do Japão é a versão japonesa do MTV Video Music Awards.
Thalia foi indicado na categoria de melhor colaboração internacional, junto com o rapper Fat Joe; I Want You/Me pones sexy.
| Ano  | Categoria                  | Nomeação                 | Resultado |
| ---- | -------------------------- | ------------------------ | --------- |
| 2004 | Mejor colaboración del año | I Want You/Me pones sexy | Indicado  |

### MTV Asia Awards
O MTV Asia Awards concede reconhecimento e prêmios a ícones asiáticos e internacionais em atuações no cinema, moda, humanitária e musical.
Thalia foi indicado na categoria de melhor colaboração internacional, junto com o rapper Fat Joe; I Want You/Me pones sexy.
| Ano  | Categoria                  | Nomeação                 | Resultado |
| ---- | -------------------------- | ------------------------ | --------- |
| 2004 | Mejor colaboración del año | I Want You/Me pones sexy | Indicado  |

## Nickelodeon Kids' Choice Awards
O Nickelodeon Kids' Choice Awards é uma premiação anual, que homenageia os maiores artistas de televisão, cinema e música do ano, conforme votado pelo povo.
Thalia, foi indicada em 2004, junto com o rapper Fat Joe, para a melhor colaboração do ano, pela canção I Want You/Me pones sexy.
| Ano  | Categoria                            | Nomeação                 | Resultado |
| ---- | ------------------------------------ | ------------------------ | --------- |
| 2004 | Mejor colaboración/canción preferida | I Want You/Me pones sexy | Indicado  |

## People's Choice Awards
O People's Choice Awards é uma premiação que reconhece as pessoas e o trabalho da cultura popular. O show acontece anualmente desde 1975 e é votado pelo público em geral.
Thalía ganhou este prêmio duas vezes, em 2003.
| Ano  | Categoria             | Nomeação            | Resultado |
| ---- | --------------------- | ------------------- | --------- |
| 2003 | Solista pop del año   | Solista pop del año | Venceu    |
| 2003 | Mejor canción del año | No me enseñaste     | Venceu    |

## Prêmios ACE
| Ano  | Categoria                       | Resultado |
| ---- | ------------------------------- | --------- |
| 2002 | Figura femenina musical del año | Venceu    |
| 1998 | Figura femenina del año         | Venceu    |

## Premios Carlos Gardel
| Ano  | Categoria              | Resultado |
| ---- | ---------------------- | --------- |
| 2002 | Mejor Artista femenina | Indicado  |
| 1999 | Solista Femenina       | Venceu    |

## Premios Clarín
| Ano  | Categoria          | Nomeação        | Resultado |
| ---- | ------------------ | --------------- | --------- |
| 2011 | Video del año      | Que Será de Ti  | Venceu    |
| 2011 | Solista del año    | Primera Fila    | Indicado  |
| 2011 | Tema Internacional | Estoy Enamorado | Indicado  |
| 2011 | Video del año      | Estoy Enamorado | Indicado  |

## Prêmio El Heraldo
Os prêmios patrocinados pelo jornal "El Heraldo do México", encabeçado por Raúl Velasco, são entregues anualmente desde 15 de janeiro de 1966 para destacar o melhor do esporte, do cinema, da televisão e da música durante o ano. Sua entrega é televisionada pela Televisa e é um dos eventos mais importantes dos eventos artísticos mexicanos. Sua última edição foi em 2002.
Thalia, ganhou 4 prêmios de 5 indicações, premiada como atriz e cantora.
| Ano  | Categoria                | Nomeação                 | Resultado |
| ---- | ------------------------ | ------------------------ | --------- |
| 1999 | Artista femenina del año | Artista femenina del año | Venceu    |
| 1999 | Mejor disco del año      | Amor a la mexicana       | Venceu    |
| 1998 | Mejor canción            | Piel morena              | Venceu    |
| 1996 | Artista femenina del año | Artista femenina del año | Venceu    |

## Premios EñE de la música
| Ano  | Categoria                                        | Nomeação                                        | Resultado |
| ---- | ------------------------------------------------ | ----------------------------------------------- | --------- |
| 2010 | Mejor canción de habla hispana                   | Mejor canción de habla hispana                  | Indicado  |
| 2010 | Mejor cantante femenina de habla hispana         | Primera Fila                                    | Indicado  |
| 2010 | Mejor grabación internacional de habla hispana   | Primera Fila                                    | Indicado  |
| 2010 | Mejor cover o grabación en vivo de habla hispana | Que Será de Ti                                  | Indicado  |
| 2010 | Mejor álbum internacional de habla hispana       | Primera Fila                                    | Indicado  |
| 2008 | Mejor artista solista femenina de habla hispana  | Mejor artista solista femenina de habla hispana | Indicado  |
| 2008 | Mejor álbum de habla hispana                     | Lunada                                          | Indicado  |
| 2008 | Mejor videoclip de habla hispana                 | Ten paciencia                                   | Venceu    |
| 2008 | Mejor versión de un tema de habla hispana        | Será porque te amo                              | Venceu    |

## Prêmios Gardel
| Ano  | Categoria              | Resultado |
| ---- | ---------------------- | --------- |
| 2002 | Mejor Artista femenina | Indicado  |
| 1999 | Solista Femenina       | Indicado  |

## Premios Golden Laurel
| Ano  | Categoria         | Resultado |
| ---- | ----------------- | --------- |
| 2011 | A la calidad 2011 | Venceu    |
| 1993 | A la calidad 1992 | Venceu    |
| 1992 | Figura del año    | Venceu    |

## Premios Juventud
Premios Juventud é uma premiação para celebridades de língua espanhola nas áreas de cinema, música, esportes, moda e cultura pop, apresentada pela rede de televisão Univision.
| Ano  | Categoria                      | Nomeação                                 | Resultado |
| ---- | ------------------------------ | ---------------------------------------- | --------- |
| 2016 | La combinación perfecta        | Desde esa noche (part. Maluma)           | Indicado  |
| 2016 | Mejor tema novelero            | Si Alguna Vez                            | Indicado  |
| 2015 | Cultura Pop: Síganme lo buenos | Cultura Pop: Síganme lo buenos           | Indicado  |
| 2013 | Cultura Pop: Síganme lo buenos | Cultura Pop: Síganme lo buenos           | Indicado  |
| 2013 | Mi artista pop                 | Mi artista pop                           | Indicado  |
| 2013 | La combinación perfecta        | Te perdiste mi amor (feat. Prince Royce) | Indicado  |
| 2013 | Lo toco todo                   | Habítame siempre                         | Indicado  |
| 2012 | Cultura Pop: Síganme lo buenos | Cultura Pop: Síganme lo buenos           | Indicado  |
| 2010 | Chica que me quita el sueño    | Chica que me quita el sueño              | Indicado  |
| 2010 | Mi artista pop                 | Mi artista pop                           | Indicado  |
| 2010 | Mi ídolo es...                 | Mi ídolo es...                           | Indicado  |
| 2010 | Me muero sin ese cd            | Primera fila                             | Indicado  |
| 2010 | Canción corta venas            | Equivocada                               | Indicado  |
| 2009 | Chica que me quita el sueño    | Chica que me quita el sueño              | Indicado  |
| 2009 | Mi artista pop                 | Mi artista pop                           | Indicado  |
| 2008 | Premio Diva                    | Premio Diva                              | Indicado  |
| 2008 | El más buscado                 | El más buscado                           | Indicado  |
| 2007 | Quiero vestir como ella        | Quiero vestir como ella                  | Indicado  |
| 2007 | Chica que me quita el sueño    | Chica que me quita el sueño              | Indicado  |
| 2007 | Mi ídolo es...                 | Mi ídolo es...                           | Indicado  |
| 2007 | Artista pop favorita           | Artista pop favorita                     | Indicado  |
| 2007 | La combinación perfecta        | No, no, no part. Aventura                | Indicado  |
| 2007 | Canción corta venas            | No, no, no part. Aventura                | Indicado  |
| 2007 | Mi video favorito              | No, no, no part. Aventura                | Indicado  |
| 2006 | Voz del momento                | Voz del momento                          | Indicado  |
| 2006 | Me muero sin ese cd            | El sexto sentido                         | Indicado  |
| 2006 | Canción corta venas            | Un alma Sentenciada                      | Indicado  |
| 2006 | Artista pop favorito           | Artista pop favorito                     | Indicado  |
| 2006 | Quiero vestir como ella        | Quiero vestir como ella                  | Indicado  |
| 2006 | Chica que me quita el sueño    | Chica que me quita el sueño              | Indicado  |
| 2006 | Mi ídolo es...                 | Mi ídolo es...                           | Indicado  |
| 2006 | En la mira del paparazzi       | En la mira del paparazzi                 | Indicado  |
| 2005 | Quiero vestir como ella        | Quiero vestir como ella                  | Indicado  |
| 2005 | Chica que me quita el sueño    | Chica que me quita el sueño              | Indicado  |
| 2005 | Mi ídolo es Thalía...          | Mi ídolo es Thalía...                    | Indicado  |
| 2005 | En la mira del paparazzi       | En la mira del paparazzi                 | Indicado  |
| 2004 | Actriz que se roba la pantalla | Actriz que se roba la pantalla           | Indicado  |
| 2004 | Voz del momento                | Voz del momento                          | Indicado  |
| 2004 | Me muero sin ese cd            | Greatest Hits                            | Indicado  |
| 2004 | Canción rompe hielo            | ¿A quién le importa?                     | Venceu    |
| 2004 | Quiero vestir como ella        | Quiero vestir como ella                  | Indicado  |
| 2004 | Chica que me quita el sueño    | Chica que me quita el sueño              | Venceu    |
| 2004 | Mi ídolo es...                 | Mi ídolo es...                           | Venceu    |
| 2004 | En la mira del paparazzi       | En la mira del paparazzi                 | Indicado  |
| 2004 | La pareja más pareja           | La pareja más pareja                     | Indicado  |
| 2004 | ¡Qué rico se mueve!            | ¡Qué rico se mueve!                      | Indicado  |
| 2004 | La más pegajosa                | La más pegajosa                          | Indicado  |
| 2004 | Tórridos romances              | Tórridos romances                        | Indicado  |

## Latin Music Fan Award
| Ano  | Categoria                            | Nomeação                             | Resultado |
| ---- | ------------------------------------ | ------------------------------------ | --------- |
| 2004 | Solista o Grupo pop femenino del año | Solista o Grupo pop femenino del año | Indicado  |
| 2004 | Video musical del año                | Cerca de Ti                          | Indicado  |
| 2003 | Solista o Grupo Pop Del Ano Femenino | Thalía                               | Venceu    |

## Premio Furia Musical
| Año  | Categoría      | Resultado |
| ---- | -------------- | --------- |
| 2002 | Honor especial | Venceu    |

## Premio Lo Nuestro
O Premio Lo Nuestro é uma premiação que homenageia o melhor da música latina, apresentada pela rede de televisão Univision.
| Ano  | Nomeação                     | Categoria                                          | Resultado |
| ---- | ---------------------------- | -------------------------------------------------- | --------- |
| 1996 | Thalía                       | Pop Female Artist                                  | Indicado  |
| 1996 | Thalía                       | Pop New Artist of the Year                         | Indicado  |
| 1996 | En Éxtasis                   | Pop Album of the Year                              | Indicado  |
| 1996 | "Piel Morena"                | Pop Song of the Year                               | Indicado  |
| 1997 | Thalía                       | Pop Female Artist                                  | Indicado  |
| 1998 | Thalía                       | Pop Female Artist                                  | Venceu    |
| 1998 | "Mujer Latina"               | Video of the Year                                  | Indicado  |
| 2001 | Arrasando                    | Pop Album of the Year                              | Indicado  |
| 2001 | Thalía                       | People Choice: Pop Artist of the Year              | Venceu    |
| 2002 | Thalía                       | Regional Mexican Female Artist                     | Venceu    |
| 2002 | Thalía                       | People Choice: Regional Mexican Artist of the Year | Venceu    |
| 2002 | "Amor a la Mexicana" (banda) | Video of the Year                                  | Indicado  |
| 2002 | "Reencarnación"              | Video of the Year                                  | Indicado  |
| 2003 | Thalía                       | Pop Female Artist                                  | Indicado  |
| 2003 | Thalía                       | People Choice: Pop Artist of the Year              | Venceu    |
| 2003 | Thalía                       | Pop Album of the Year                              | Indicado  |
| 2004 | Thalía                       | Pop Female Artist                                  | Indicado  |
| 2004 | "No me enseñaste"            | Pop Song of the Year                               | Indicado  |
| 2005 | Thalía                       | Pop Female Artist                                  | Indicado  |
| 2007 | El Sexto Sentido - Re+Load   | Pop Album of the Year                              | Indicado  |
| 2007 | "No, No, No"                 | Pop Song of the Year                               | Venceu    |
| 2011 | Thalía                       | Pop Female Artist                                  | Indicado  |
| 2014 | Habitame Siempre             | Pop Album of the Year                              | Venceu    |
| 2014 | "Te perdiste mi amor"        | Pop Song of the Year                               | Indicado  |
| 2014 | Thalía                       | Pop Female Artist                                  | Indicado  |
| 2016 | Amore Mio                    | Pop Album of the Year                              | Indicado  |
| 2016 | Thalía                       | Pop Female Artist                                  | Indicado  |
| 2017 | Latina                       | Pop Album of the Year                              | Indicado  |
| 2017 | Thalía                       | Pop Female Artist                                  | Venceu    |
| 2019 | Thalia                       | Artist Of the Year                                 | Pendente  |

## Premio Paoli
| Año  | Categoría                      | Álbum/Canción                  | Resultado |
| ---- | ------------------------------ | ------------------------------ | --------- |
| 2004 | Cantante femenina balada pop   | Cantante femenina balada pop   | Indicado  |
| 2003 | Cantante internacional del año | Cantante internacional del año | Indicado  |
| 2003 | Cantante femenina balada pop   | Cantante femenina balada pop   | Indicado  |
| 2003 | Canción del año                | ¿A quién le importa?           | Indicado  |

## Premios Ondas
| Ano  | Nomeação                                                                 | Resultado |
| ---- | ------------------------------------------------------------------------ | --------- |
| 2003 | Mención especial de la Organización por su aportación a la música latina | Venceu    |

## Premios Orgullosamente Latino
| Ano  | Categoria              | Nomeação                                | Resultado |
| ---- | ---------------------- | --------------------------------------- | --------- |
| 2010 | Solista latina del año | Solista latina del año                  | Indicado  |
| 2010 | Disco latino del año   | Primera fila                            | Indicado  |
| 2008 | Trayectoria latina     | Trayectoria latina                      | Venceu    |
| 2007 | Solista latina del año | Solista latina del año                  | Indicado  |
| 2007 | Video latino del año   | No, no, no part. Anthony 'Romeo' Santos | Indicado  |
| 2006 | Solista latina del año | Solista latina del año                  | Indicado  |
| 2006 | Disco latino del año   | El sexto sentido                        | Indicado  |
| 2006 | Canción latina del año | Amar sin ser amada                      | Venceu    |
| 2006 | Canción latina del año | Un alma Sentenciada                     | Indicado  |
| 2006 | Video latino del año   | Amar sin ser amada                      | Indicado  |
| 2006 | Video latino del año   | Un alma Sentenciada                     | Indicado  |
| 2005 | Solista latina del año | Solista latina del año                  | Indicado  |
| 2004 | Solista latina del año | Solista latina del año                  | Venceu    |
| 2004 | Disco latino del año   | Thalía                                  | Indicado  |
| 2004 | Canción latina del año | Me Pones Sexy                           | Indicado  |
| 2004 | Video latino del año   | Me Pones Sexy                           | Venceu    |

## Premios Oye!
Premios Oye! são apresentados anualmente pela Academia Nacional de la Música en México por realizações notáveis na indústria fonográfica mexicana.
Thalia teve 5 nomeações das quais ela só ganhou uma vez.
| Ano  | Categoria                       | Nomeação                       | Resultado |
| ---- | ------------------------------- | ------------------------------ | --------- |
| 2011 | Pop Español / Solista Femenina  | Pop Español / Solista Femenina | Indicado  |
| 2010 | Pop Español / Solista Femenina  | Pop Español / Solista Femenina | Venceu    |
| 2010 | General Español / Álbum del Año | Primera fila                   | Indicado  |
| 2006 | Pop Español / Solista Femenina  | Pop Español / Solista Femenina | Indicado  |
| 2004 | Pop Español / Solista Femenina  | Pop Español / Solista Femenina | Indicado  |

## Premios Quiero
| Ano  | Categoria                      | Nomeação                     | Resultado |
| ---- | ------------------------------ | ---------------------------- | --------- |
| 2016 | Vídeo del año                  | Desde esa noche (ft. Maluma) | Indicado  |
| 2016 | Mejor vídeo artista femenino   | Desde esa noche (ft. Maluma) | Indicado  |
| 2016 | Mejor encuentro extraordinario | Desde esa noche (ft. Maluma) | Indicado  |
| 2016 | Mejor músico instagramer       | Desde esa noche (ft. Maluma) | Indicado  |
| 2015 | Mejor vídeo artista femenino   | Solo Parecía Amor            | Indicado  |
| 2013 | Mejor vídeo artista femenino   | Manías                       | Indicado  |

## Premios Telehit
| Ano  | Categoria                              | Nomeação            | Resultado |
| ---- | -------------------------------------- | ------------------- | --------- |
| 2010 | Artista Pop del año                    | Artista Pop del año | Indicado  |
| 2010 | Artista más popular                    | Primera fila        | Indicado  |
| 2010 | Artista más importante a nivel mundial | Primera fila        | Indicado  |

## Terra
São prêmios concedidos pela web, que leva o mesmo nome, em homenagem aos artistas, que têm mais sucesso dentro dela. Eles são eleitos pelo voto do público. Todos os meses, os vencedores são escolhidos para concorrer no final do ano, em diferentes categorias.
Thalia ganhou 9 prêmios de terra, 3 por mês de votação e 6 deles como vencedor no final do ano.
| Ano  | Categoria                                         | Nomeação                           | Resultado |
| ---- | ------------------------------------------------- | ---------------------------------- | --------- |
| 2010 | Artista del año                                   | Artista del año                    | Venceu    |
| 2010 | Colaboración del año (Con la duda)                | Colaboración del año (Con la duda) | Ganadora  |
| 2010 | Video musical del mes                             | Que Será de Ti                     | Venceu    |
| 2007 | Artista Más querida por sus fans                  | Thalía                             | Venceu    |
| 2006 | Artista del mes                                   | El sexto sentido                   | Venceu    |
| 2006 | Canción del mes                                   | No, No, No                         | Venceu    |
| 2006 | Artista Latino con mayor proyección internacional | El sexto sentido                   | Venceu    |
| 2006 | Artista Terra                                     | El sexto sentido                   | Venceu    |
| 2006 | Artista más sexy                                  | El sexto sentido                   | Venceu    |
| 2005 | Artista más sonado del año                        | Artista más sonado del año         | Indicado  |
| 2005 | Artista más querido por sus fans                  | Artista más querido por sus fans   | Indicado  |

## Premio Tú música
| Ano  | Categoria                  | Nomeação                   | Resultado |
| ---- | -------------------------- | -------------------------- | --------- |
| 2000 | Mejor trayectoria femenina | Mejor trayectoria femenina | Venceu    |
| 2000 | Disco del año              | Arrasando                  | Venceu    |

## Premios TVyNovelas
| Ano  | Categoria                                     | Resultado |
| ---- | --------------------------------------------- | --------- |
| 2016 | Mejor tema musical - Antes muerta que Lichita | Indicado  |
| 1999 | Proyección internacional                      | Venceu    |
| 1998 | Proyección internacional                      | Venceu    |
| 1993 | Mejor cantante                                | Venceu    |
| 1991 | Lanzamiento musical                           | Venceu    |
| 1989 | Mejor cuerpo                                  | Venceu    |

## Ritmo Latino Music Awards
| Ano  | Categoria     | Nomeação | Resultado |
| ---- | ------------- | -------- | --------- |
| 2003 | Álbum del año | Thalia   | Venceu    |

## Satellite Awards
O Satellite Awards são concedidos anualmente pela International Press Academy. Originalmente, o prêmio foi chamado de Golden Satellite Awards.
Thalía interpretou a canção Journey To The Past para o filme Anastacia, em Inglês (também interpretado pela cantora Aaliyah), em Espanhol, e em Língua portuguesa, além de outras canções do filme.
Thalía interpretou a música, mas ela não a escreveu, no caso em que ela a escreveu, e esta ganhou a indicação, o prêmio iria diretamente para Thalia.
| Ano  | Categoria              | Nomeação            | Resultado |
| ---- | ---------------------- | ------------------- | --------- |
| 1998 | Mejor canción original | Journey To The Past | Indicado  |

## Como atriz

### Prêmio TVyNovelas
| Ano  | Categoria                | Nomeação       | Resultado |
| ---- | ------------------------ | -------------- | --------- |
| 1995 | Mejor actriz protagónica | Marimar        | Indicado  |
| 1993 | Mejor actriz joven       | María Mercedes | Venceu    |
| 1988 | Mejor actriz revelación  | Quinceañera    | Venceu    |

### Premios ACE
| Ano  | Categoria    | Nomeação | Resultado |
| ---- | ------------ | -------- | --------- |
| 1995 | Mejor actriz | Marimar  | Venceu    |

### Prêmio El Heraldo
| Ano  | Categoria               | Nomeação       | Resultado |
| ---- | ----------------------- | -------------- | --------- |
| 1993 | Mejor actriz revelación | María Mercedes | Venceu    |

### Premios Golden Laurel
| Ano  | Categoria        | Nomeação    | Resultado |
| ---- | ---------------- | ----------- | --------- |
| 1988 | Actriz debutante | Quinceañera | Venceu    |

### Viva de Israel
| Ano  | Categoria                  | Nomeação  | Resultado |
| ---- | -------------------------- | --------- | --------- |
| 2000 | Mejor actriz de Telenovela | Rosalinda | Indicado  |

### Diosa De Plata
| Ano  | Categoria                | Resultado |
| ---- | ------------------------ | --------- |
| 1997 | Proyección Internacional | Venceu    |

### Prêmios Bravo
| Ano  | Categoria          | Nomeação       | Resultado |
| ---- | ------------------ | -------------- | --------- |
| 1993 | Mejor actriz joven | María Mercedes | Venceu    |

### Premio Eres
| Ano  | Categoria          | Nomeação            | Resultado |
| ---- | ------------------ | ------------------- | --------- |
| 1996 | Mejor actriz joven | María la del barrio | Indicado  |
| 1993 | Mejor actriz       | María Mercedes      | Venceu    |

### Estrellas De Plata
| Ano  | Categoria        | Nomeação    | Resultado |
| ---- | ---------------- | ----------- | --------- |
| 1988 | Actriz debutante | Quinceañera | Venceu    |

### Calendario Azteca
| Ano  | Categoria        | Nomeação    | Resultado |
| ---- | ---------------- | ----------- | --------- |
| 1988 | Actriz debutante | Quinceañera | Venceu    |